# Киргистан на Зимским олимпијским играма 2002.
Киргистану је ово било треће учешће на Зимским олимпијским играма. На Играма у Солт Лејк Ситију 2002., учествовао је са два учесника, који су се такмичили у четири дисциплине два спорта.
На свечаном отварању заставу Киргистана носио је скакач Dmitry Chvykov.
Није освојена ниједна медаља.

## Учесници по спортовима
| Спорт            | Мушкарци | Жене | Укупно |
| ---------------- | -------- | ---- | ------ |
| Биатлон          | 1        | 0    | 1      |
| Скијашки скокови | 1        | 0    | 1      |
| Укупно(2)        | 2        | 0    | 2      |

## Биатлон
| Такмичар            | Дисциплина  | Резултати | Резултати   | Резултати | Резултати     | Детаљи         |
| Такмичар            | Дисциплина  | Време     | Промашаји   | Заостатак | Пласман/учес. | Детаљи         |
| ------------------- | ----------- | --------- | ----------- | --------- | ------------- | -------------- |
| Александр Тропников | спринт      | 29:30,2   | 2 (1+1)     | 4:38,2    | 77 / 86       |                |
| Александр Тропников | појединачно | 1:00:05,3 | 2 (0+1+1+0) | 9:00,2    | 73 / 86 (87)  | [ мртва веза ] |

## Скијашки скокови
| Такмичар       | Дисциплина                    | Квалификације | Квалификације | Финале   | Финале   | Финале           | Финале           | Финале           | Финале    | Детаљи |
| Такмичар       | Дисциплина                    | Резултат      | Пласман       | 1 серија | 1 серија | 2 серија         | 2 серија         | Укупно           | Место     | Детаљи |
| Такмичар       | Дисциплина                    | Резултат      | Пласман       | Резултат | Пласман  | Резултат         | Пласман          | Укупно           | Место     |        |
| -------------- | ----------------------------- | ------------- | ------------- | -------- | -------- | ---------------- | ---------------- | ---------------- | --------- | ------ |
| Dmitry Chvykov | Мала скакаоница појединачно   | 104,0         | 27 КВ         | 101,5    | 41       | Није се пласирао | Није се пласирао | Није се пласирао | 41 / 60   |        |
| Dmitry Chvykov | Велика скакаоница појединачно | 88,5          | 30 КВ         | 98,4     | 39       | Није се пласирао | Није се пласирао | Није се пласирао | = 39 / 66 |        |